# Sapphire Technology

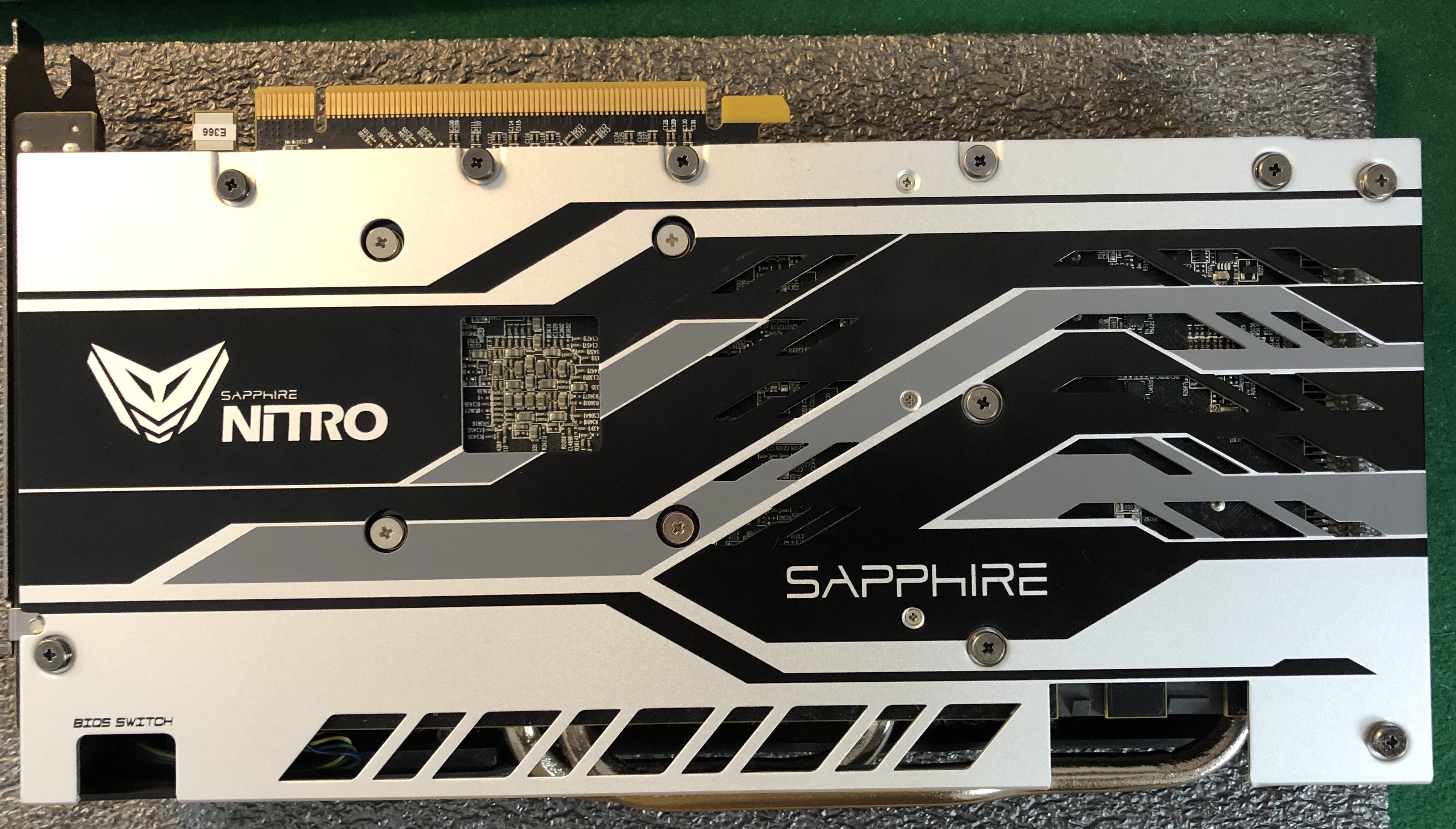
Sapphire RX 580 Nitro+

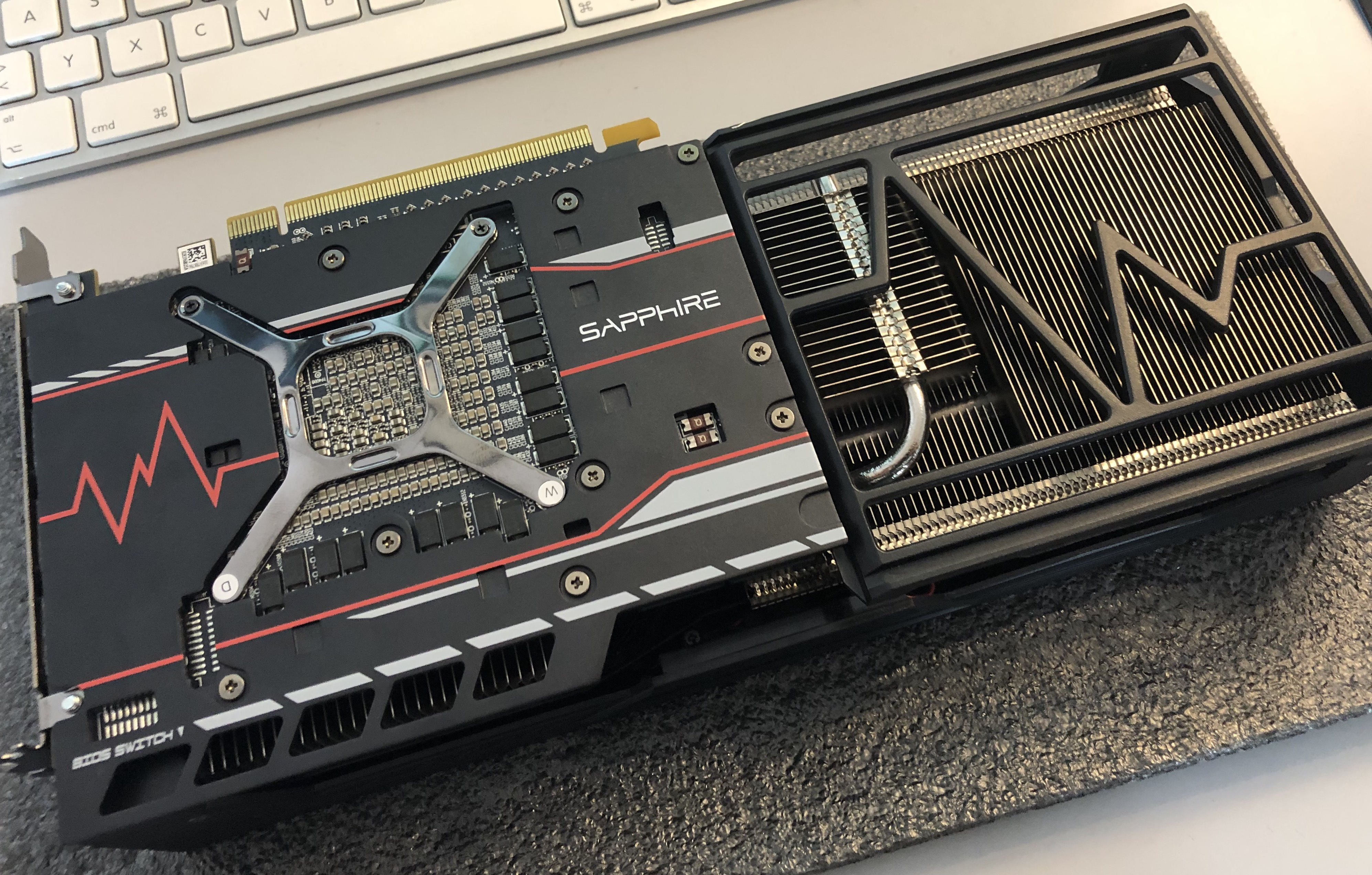
Sapphire RX Vega 56

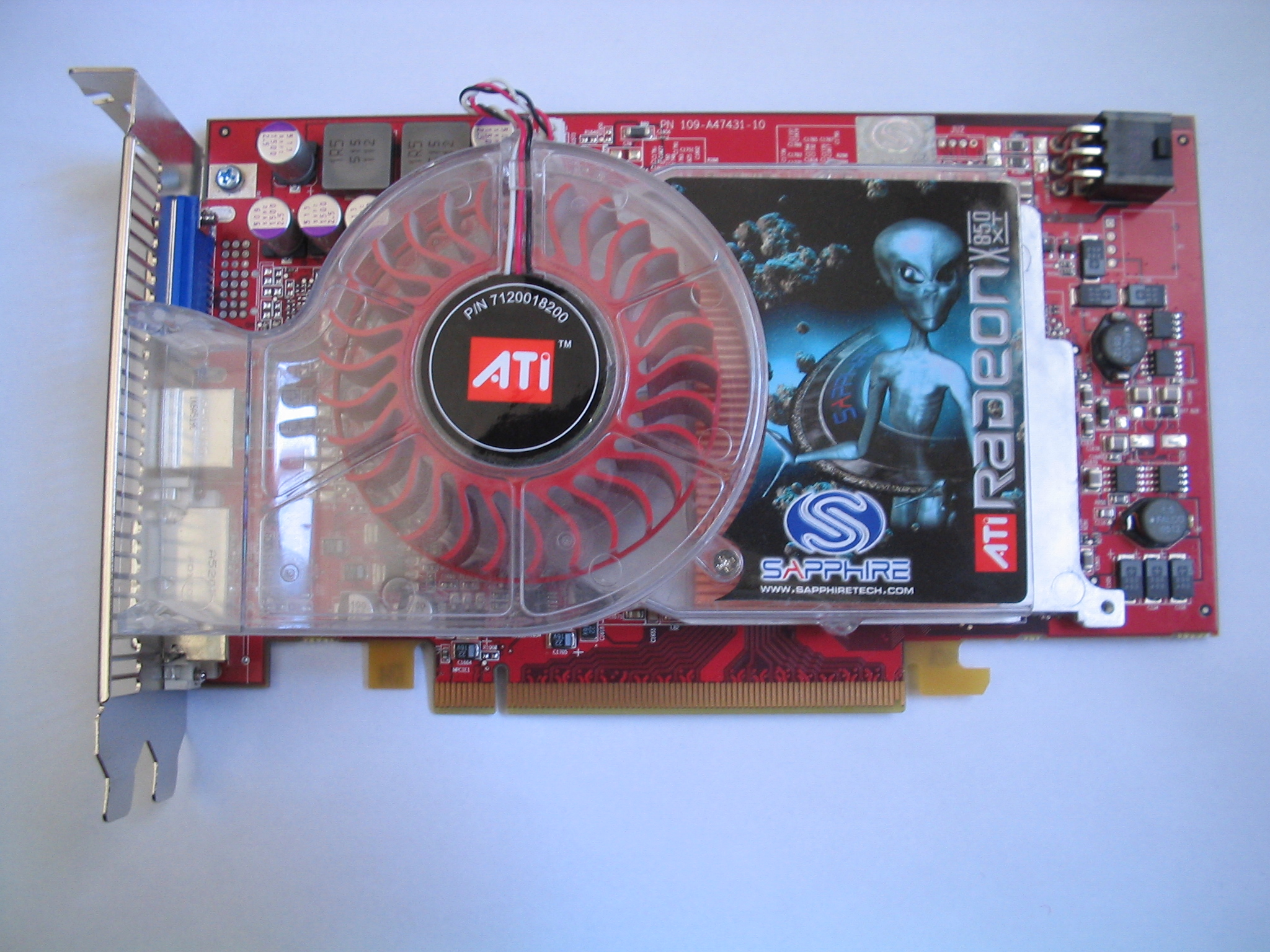
Sapphire ATI X850XT

Sapphire Technology Inc. ist ein Hardwarehersteller mit Sitz in Hongkong.
Sapphire stellt Grafikkarten ausschließlich auf Basis von AMD-Grafikprozessoren her und ist nach eigenen Angaben der größte Hersteller von entsprechenden Grafiklösungen weltweit.
Der Hersteller brachte die weltweit erste Grafikkarte mit HDMI-Anschluss auf den Markt, die ATI Radeon X1600 Pro.
Außer Grafikkarten stellt Sapphire auch Hauptplatinen, PC-Netzteile und Multimedia-Hardware wie etwa TV-Karten, tragbare Medien-Abspielgeräte und digitale Bilderrahmen her.